# リムティアコ対カマチョ事件
リムティアコ対カマチョ事件（リムティアコたいカマチョじけん、英語: Limtiaco v. Camacho）549 U.S.483（2007）は、グアム初の選出（任命ではなく）司法長官ダグラス・B・モイランと当時のグアム知事フェリックス・カマチョの二人の政治家が争った複雑な課税問題を扱ったアメリカ合衆国最高裁判所（連邦最高裁）の裁判であり、グアム自治法の適切な解釈をめぐってのものであった。

## 背景
グアムは、米国の未編入領土であり、1950年に制定された米国連邦法であるこの自治法の適用を受けており、同領域における多くの判例は、この自治法の解釈に基づいている。
リムティアコ対カマチョは、グアム自治法第11条に定められた債務上限（グアムの不動産価値の10％）の計算において、実質（市場）価値と税（評価）価値のどちらを用いるかという、一見狭い問題にある。モイランは、課税価格（公共建築物の課税価格は0ドルなので、かなり小さい数字）を使わなければならないと主張し、カマチョは、代わりに鑑定価格を使わなければならないと主張した。

## 解説
米国最高裁は、5対4の判決で、グアム最高裁の判決を破棄し、グアム司法長官事務所（原告リムテアィコ）を支持した。この訴訟は、元々、財政保守主義を推進するためにモイランが起こしたものであったが、皮肉にも、米国最高裁に至った際、少数派は、反対意見の中で、実際にグアム政府は、一つの公法で、同じ財産の課税率を半減させながら評価額を倍増することによって、債務上限を回避することができると述べ、非法人の領土に連邦主権を施行するというモイランの表明した目的と全く逆の結果になったと指摘した。米国最高裁は、このような結果はあり得ないと判断したものの、グアム政府は判決後すぐにこの方法を導入し（2009年までに2度）施行した。